# Theodora von der Walachei
Theodora (bulgarisch: Теодора) von der Walachei war die Tochter von Basarab I. von der Walachei (reg. 1310–1352) und der Margareta.

## Leben
Theodora von der Walachei heiratete um 1323 den Zaren Iwan Alexander von Bulgarien in dessen erster Ehe, aus der vier Kinder hervorgingen, Michael Assen, Iwan Stratsimir (* um 1324), Iwan Assen und Wassilissa. Zwischen 1345 und 1350 ließ sich Zar Iwan Alexander von Theodora scheiden und schickte sie als Nonne unter dem Namen Teofana in ein Kloster, vermutlich das Höhlenkloster Albotina nahe Kula bei Widin. In zweiter Ehe heiratete er bald darauf die Jüdin Sarah, die nun den Namen Theodora annahm, als sie zum christlichen Glauben übertrat.
Sie gilt als die erste bekannte Nonne in der rumänischen Geschichte und wurde 2022 von der Rumänisch-Orthodoxen Kirche unter dem Namen Ehrwürdige Theophano Basarab heiliggesprochen. Ihr Gedenktag ist der 28. Oktober.

## Einzelbelege
1. ↑  Constantin C. Giurescu: Istoria Românilor, All Educaţional, București, 2003, p. 299–300
2. ↑  NewsRoom: Holy Synod of the Romanian Orthodox Chrurch canonises Saint Theophano Basarab, first known Romanian nun | Orthodox Times (en). In: https://orthodoxtimes.com/. Abgerufen am 20. Juni 2025 (amerikanisches Englisch).

| Personendaten    | Personendaten                        |
| ---------------- | ------------------------------------ |
| NAME             | Theodora von der Walachei            |
| ALTERNATIVNAMEN  | Teofana (Nonne)                      |
| KURZBESCHREIBUNG | durch Heirat Zarin von Bulgarien     |
| GEBURTSDATUM     | 13. Jahrhundert oder 14. Jahrhundert |
| STERBEDATUM      | 14. Jahrhundert                      |